# Cimetière juif de Salgótarjáni út
Le cimetière juif de Salgótarjáni út (en hongrois : Salgótarjáni úti zsidó temető) est un cimetière de Budapest situé dans le 8e arrondissement. Il se trouve à l'est du cimetière Kerepesi (ou cimetière national de Fiumei út), dont il est séparé par un mur.
Ouvert en 1874, c'est le plus ancien cimetière juif encore existant du côté Pest. À sa création, c'était le troisième après ceux des rues Vaci et Lehel ; depuis ces deux cimetières ont disparu et leurs emplacements sont occupés par des immeubles. Sa superficie est de 4,8 hectares.
L'architecte Béla Lajta (en) (1873-1920) a conçu en 1908 le bâtiment autour du portail d'entrée, dessiné comme un château médiéval, et la salle de cérémonie, dont la coupole couverte de carreaux émaillés s'est effondrée dans les années 1980. Il est également l'auteur d'au moins 35 tombes, dans le cimetière de Salgótarjáni út et dans le cimetière israélite de Kozma utca (où lui-même repose). Les autres principaux auteurs des autres monuments funéraires sont Sánder Fellner et Zsigmond Quittner.
Des enterrements ont eu lieu au cimetière de Salgótarjáni út jusqu'à la fin des années 1950. Quelques rares tombes ont des dates plus récentes, mais le cimetière ne sert presque plus à présent, faute de place disponible, contrairement au grand cimetière de la rue Kozma. Une partie du cimetière de Salgótarjáni út est recouverte par la végétation, et les pierres tombales sont parfois entièrement dissimulées.
En juillet 2002, une superficie de 1000 m² fut dégagée pour créer un espace en mémoire des 1500 victimes du Ghetto de Budapest lors de la Seconde Guerre mondiale. La plupart reposent au demeurant dans une fosse commune de ce cimetière.
Par ailleurs, en février 1991, c'est dans ce cimetière que Laurent Boutonnat a tourné le clip de la chanson Regrets de Mylène Farmer, en duo avec Jean-Louis Murat,.